# Bom Jesus do Sul
Bom Jesus do Sul es un municipio brasileño del estado del Paraná. Su población estimada en 2005 era de 3.870 habitantes.